# Barrage de Siddikli
Le barrage de Siddikli est un barrage de Turquie.

## Sources
- (en) www.dsi.gov.tr/tricold/siddikli.htm Site de l'agence gouvernementale turque des travaux hydrauliques